# 1896 في السويد
فيما يلي قوائم الأحداث التي وقعت خلال عام 1896 في السويد.

## سياسة

### تعيين في المنصب
- 1 يناير – يالمار برانتينغ عضو البرلمان السويدي [الإنجليزية]‏.

## مواليد

### مايو
- 6 مايو – رولف سيفرت ماكسيميليان

### ديسمبر
- 10 ديسمبر – تورستن بيرجستروم

### أغسطس
- 7 أغسطس – روبرت نوبل (مواليد 1829) رائد أعمال سويدي.

### ديسمبر
- 10 ديسمبر – ألفرد نوبل (مواليد 1833) مهندس ومخترع وكيميائى سويدى.